# Відповідальність держави
Відповідальність держави – обов’язок відшкодувати збитки, спричинені незаконними діями. Відповідальність держави ґрунтується на принципі, згідно з яким усі збитки, заподіяні нею незаконно, мають бути сумлінно відшкодовані.
Вона також ґрунтується на принципі рівности перед суспільним тягарем, варіанті рівності перед законом, у тому сенсі, що ніхто не може нести більше стягнень чи збитків від держави, ніж ті, які закон прямо вказує як обов’язкові чи законні.
У даний час це вважається загальним принципом публічного права, що держава повинна відшкодовувати всі неправомірні збитки, завдані нею громадянам, але це питання, як правило, вирішується в законодавстві щодо збитків, завданих державною адміністрацією. У сфері міжнародного права держава також може нести міжнародну відповідальність, що виникає внаслідок протиправних дій і міжнародних злочинів, незалежно від відповідної індивідуальної відповідальності відповідальних осіб. Позов про пряму компенсацію є засобом контролю, який за своєю природою спрямований на відшкодування збитків, заподіяних окремим особам або державним організаціям, що виникли внаслідок дій, бездіяльності, адміністративних операцій та інших модальностей, які їм приписуються, крім тих, що випливають з прояву волі адміністрації (адміністративні акти).Стосовно правової норми зазначається, що позадоговірна відповідальність держави є не лише відповідальністю її агентів, але й осіб, які виконують державні функції, та поведінки особи з метою заподіяння протиправної шкоди, яка може бути приписана державі.

## Класифікація
Залежно від «гілки» публічної влади, яка спричинила шкоду, відповідальність держави зазвичай класифікується як: відповідальність законодавчої влади, відповідальність судової влади та відповідальність виконавчої влади.
Існують різні тенденції щодо покладення відповідальності в різних правових системах, як наслідок шкоди, заподіяної державою, яка іноді виходить за межі всіх критеріїв приписування.
Ми досягли того моменту, коли відповідальність держави є набагато щедрішою, ніж та, що покладається на осіб цивільним законодавством, і явно підживлюється конституційними цілями, порушеними або недосягненими державою, з очевидними шкідливими наслідками для тих, ким вона керує. Серед таких тенденцій позадоговірної відповідальності держави можна виділити:
- Збій в обслуговуванні, доведений чи передбачуваний;
- Особливі пошкодження;
- Винятковий ризик;
- Експропріація нерухомості на випадок війни;
- Неправомірне позбавлення волі.

## Відповідальність держави в Європейському Союзі
Під юрисдикцією Європейського Союзу відповідальність держави означає обов'язок держави-члена відшкодувати потерпілій стороні завдану шкоду.
Згідно з приписом, виданим Судом Європейського Союзу, держави несуть відповідальність за порушення законодавства ЄС, оскільки право Європейського Союзу імплементується та виконується через держави-члени.
Для того, щоб позов про відшкодування шкоди був поданий до Суду Європейського Союзу, повинні бути виконані наступні умови:
1. Порушене законодавче положення має бути спрямоване на приватних осіб;
2. Порушення повинно мати достатню значимість;
3. Має існувати прямий причинно-наслідковий зв'язок між обов'язком органу публічної влади та особою, якій заподіяно шкоду внаслідок його неналежного виконання.[3]

Правові наслідки офіційного позову про відповідальність за законодавством ЄС, як правило, оцінюються відповідно до законодавства держав-членів про відповідальність.